# Calumma fallax
Calumma fallax là một loài thằn lằn trong họ Chamaeleonidae. Loài này được Mocquard mô tả khoa học đầu tiên năm 1900.